# 149 km (obwód moskiewski)
149 km (ros. 149 км) – przystanek kolejowy w pobliżu miejscowości Starikowo, w rejonie szachowskim, w obwodzie moskiewskim, w Rosji. Położony jest na linii Moskwa – Siebież.